# Slim Halderson
Harold Halderson, detto Slim (Winnipeg, 6 gennaio 1898 – Winnipeg, 1º agosto 1965), è stato un hockeista su ghiaccio canadese.

## Palmarès

### Olimpiadi
- Oro a Anversa 1920 nell'hockey su ghiaccio.